# Melita Stedman Norwood
Melita Stedman Norwood (rojena Sernis), britanska vohunka, * 1912, † 2005.
Velja za najpomembnejšo britansko agentko KGB v vsej zgodovini ter za najdalj aktivnega sovjetskega vohuna (tako moškega in ženskega) v Združenem kraljestvu.

## Življenjepis
Rodila se je latvijskemu očetu in britanski materi. Že v mladosti se je pridružila Komunistični partiji Velike Britanije. Leta 1932 se je zaposlila kot tajnica v Non-Ferrous Metals Association, kjer je imela dostop do številnih znanstvenih dokumentov, ki jih je posredovala Sovjetom. Najpomembnejši dokumenti, ki jih je izdala, so se nanašali na projekt Tube Alloys, britanski projekt atomske bombe.